# Laekvere kommun
Laekvere vald är en kommun i Estland.   Den ligger i landskapet Lääne-Virumaa, i den centrala delen av landet, 120 km öster om huvudstaden Tallinn. Antalet invånare är 1 837. Arean är 352 kvadratkilometer.
Terrängen i Laekvere vald är platt.
Följande samhällen finns i Laekvere vald:
- Laekvere
- Muuga
- Paasvere
- Venevere
- Moora